# Artur Rasizada
Artur Tahir oğlu Rasizada (graphies alternatives : Rasizada, Rasizade,  Rəsizadə et Rasi-zadə), né le 26 février 1935 à Gandja, est un homme d'État azéri, Premier ministre de la République d'Azerbaïdjan de 1996 à 2018.

## Biographie
Artur Rasizada a occupé le poste de Premier ministre du 20 juillet 1996 au 4 août 2003 avant d'être temporairement remplacé par Ilham Aliyev. 
Ensuite, il assure l'intérim du 6 août au 4 novembre 2003. En fait, le président Heydar Aliyev se sachant gravement malade et voulant que son fils lui succède avait besoin d'aguerrir ce dernier aux responsabilités gouvernementales. À la suite de l'élection controversée d'Ilham Aliev au poste de président de la République, Rasizada retrouve officiellement son poste le 4 novembre 2003.
Artur Rasizada quitte son poste le 21 avril 2018, lorsque Novruz Mammadov lui succède.

## Distinctions et récompenses
- Azerbaïdjan – Ordre d'Istiglal

- Azerbaïdjan – Ordre de Sharaf

- Azerbaïdjan – Ordre de Shohrat